# Prosoplus obiensis
Prosoplus obiensis är en skalbaggsart som beskrevs av Stefan von Breuning 1968. Prosoplus obiensis ingår i släktet Prosoplus och familjen långhorningar. Inga underarter finns listade i Catalogue of Life.